# Râul Corozel
Râul Corozel este un curs de apă, afluent al râului Bârlad. 
Râul Corozel izvorăște din pădurea Cernătești de lângă Fundeanu, apoi adună afluenții: Nicorița, Burdușanu, Tăplăoani, pârâul Morii precum și apa câtorva iazuri și izvoare, traversând spre sud-vest localitățile componente ale comunei: Brătulești, Blânzi și Cărăpcești.